# 藤島健二郎
藤島 健二郎（ふじしま けんじろう、1977年3月26日 - ）は、静岡県生まれの競技麻雀のプロ雀士。日本プロ麻雀連盟所属。団体内の段位は七段。

## 来歴
静岡県静岡市出身。プロ入りは勝又健志・前田直哉・山田浩之・猿川真寿・HIRO柴田・近藤久春・松崎良文・増田隆一・一井慎也といったAリーガーやタイトル戦の決勝・上位進出の常連がズラリと並ぶ『黄金世代』と呼ばれる17期。
2017年の第2期JPML WRCリーグでは決勝最終戦南入時点で2位の近藤久春と44.1ポイント、3位の中川基輝と61.2ポイントの大差をつけていながら、最終的に中川の大まくりを許すなど、勝負所で勝ちきれずタイトルを逃し続けてきたが、2018年の第4期JPML WRCリーグ優勝でプロ18年目にして初のタイトルを獲得する。
2023年6月より開催されるMトーナメント2023に出場。伊達朱里紗・小林剛といったMリーガー相手に竹内元太（最高位戦）とともに2回戦進出する。2回戦では浅井堂岐（協会）・白銀紗希（連盟）・石立岳大（連盟）の団体代表相手に連続ラスとなり、敗退となった。翌年のMトーナメント2024にも出場し、予選1stステージD卓を連勝で突破、連盟勢同士の対局となった予選2ndステージA卓は滝沢和典・二階堂亜樹・和久津晶の新旧Mリーガーを相手に3着-1着で勝ち上がりを決める。しかしFINAL STAGE D卓では本田朋広・日向藍子・鈴木優のMリーガー相手に4着-3着に終わり、ここで敗退となった。

## 雀風・人物
- キャッチフレーズは「デジタル不要の20世紀少年」であったが、現在は「俯瞰の眼」（ふかんのまなざし）である[10]。
- 本人は自らの麻雀の強みを「トータルで浮く事に特化している」と語っており、一度離されても細かいアガリやテンパイ料の積み重ねで戦線復帰する事が多い。その粘り強さから実況の日吉辰哉は藤島について、しばしば「ネットリしている」と形容している。一方で、タイトル戦の決勝で勝ちきれない場面が多く、「決定力が無い」と自虐的に語っている。
- 高身長に整った顔立ちが特徴。かつて麻雀店のゲストに臨んだ際にバスローブを着用したことが話題となり[6]、「バスローブ」が枕詞のように語られることが多い[10]。イベント等ではバスローブを着用する機会が多く、麻雀プロが出演するYouTubeチャンネル『麻雀遊戯王』でもバスローブ姿が多く見られる。
- 趣味は将棋。

## 獲得タイトル
- 第4期JPML WRCリーグ優勝[3]